# Sesbania coccinea
Sesbania coccinea är en ärtväxtart som beskrevs av Jean Louis Marie Poiret. Sesbania coccinea ingår i släktet Sesbania och familjen ärtväxter. Utöver nominatformen finns också underarten S. c. atollensis.